# Jerzy Adamski (Literaturkritiker)
Jerzy Adamski (* 23. Januar 1922 in Danzig; † 18. November 2001 in Warschau) war ein polnischer Romanist, Literaturkritiker, Theaterkritiker und Übersetzer aus dem Französischen, der sich in seinen wissenschaftlichen Arbeiten hauptsächlich mit dem französischen Theater der Aufklärung beschäftigte.

## Leben
Adamski besuchte das Gymnasium in Warschau. Während der Deutschen Besetzung Polens führte er seine Schulbildung im Untergrund weiter und legte 1941 das Abitur ab. Anschließend studierte er Romanistik an der Untergrunduniversität Uniwersytet Ziem Zachodnich in Warschau. Daneben gehörte er zu den Szare Szeregi, war Soldat der Armia Krajowa und beteiligte sich aktiv am Warschauer Aufstand. Nach dessen Niederschlagung wurde er in das Internierungslager Lamsdorf deportiert.
Nach dem Ende des Zweiten Weltkrieges führte er sein Studium in Rom, London sowie Paris weiter und kehrte 1947 nach Polen zurück. Als Literaturkritiker debütierte er mit dem Artikel Refleksje redakcyjne, der 1948 in der Studentenzeitschrift Przegląd Akademicki veröffentlicht wurde. An der Universität Warschau erwarb er 1949 den Magister in Romanischer Philologie und fand eine Anstellung als Assistent an der Universität Breslau. Nach Warschau kehrte er 1951 zurück, wo er als Älterer Assistent an der Universität Warschau angestellt war. Daneben arbeitete er von 1951 bis 1954 am Państwowy Instytut Wydawniczy als Leiter der Redaktion für Romanische Literatur und später in der Redaktion für Zeitgenössische Polnische Literatur. An der Staatlichen Filmhochschule in Łódź dozierte er von 1954 bis 1956 und war von 1954 bis 1961 Redaktionsmitglied der Zeitschrift Przegląd Kulturalny. Zudem arbeitete er mit den Zeitschriften Nowa Kultura und Nowe Książki zusammen. In den Verband der Polnischen Literaten wurde er 1956 aufgenommen.
Seine Zusammenarbeit mit Polskie Radio begann 1960. Mit der Arbeit O » Pucelle d’Orleans « Voltaire’a (Doktorväter: Jean Fabre und Mieczysław Brahmer) promovierte Adamski 1962 an der Universität Warschau. Anschließend dozierte er von 1962 bis 1963 an der Universität Breslau und von 1963 bis 1984 an der Staatlichen Theaterhochschule in Warschau, wo er von 1966 bis 1970 das Amt des Prorektors innehatte. Der Polska Zjednoczona Partia Robotnicza trat er 1971 bei. In den 1960er Jahren publizierte er in den Zeitschriften Dialog, Teatr, Nowe Drogi und Kultura. Im Warschauer Fernsehen führte er von 1960 bis 1989 eine Sendung mit Theaterkommentaren. Daneben leitete er von 1968 bis 1975 die Literatursendung Lektury, lektury… im Radiosender Polskie Radio 3. Für den Express Wieczorny schrieb er von 1979 bis 1981 Theaterkritiken. 1983 wurde er Mitglied des Nationalen Kulturrates und 1986 dessen Vizevorsitzender.
Adamski starb am 18. November 2001.

## Publikationen
- Dramat i scena francuska wieku Oświecenia, 1953
- Świat wolteriański. Szkice literackie, 1957
- Oryginalność czy naśladownictwo? Z problemów teatru polskiego na przełomie XVIII i XIX wieku, 1962
- Poszukiwanie iedeału kultury. Eseje, 1964
- Historia literatury francuskiej. Zarys. 1966; 2. Aufl. 1970; 3. Aufl. 1989
- Sekrety wieku Oświecenia. Esej w pięciu rozdziałach, 1969
- Teoria klapy teatralnej, 1969
- Modele miłości i wzory człowieczeństwa. Szkice z literatury włoskiej, 1974
- Teatr bez maski, 1980
- Dno oka, 1984
- Teatr z bliska. Pamiętnik teatralny z lat 1971–1981, 1985
- Upadek humanizmu, 1986
- Obrona teatru dramatycznego, 1986
- Szkice wytworne czyli tematy konwersacji salonowej, 1988
- Katastrofa kultury. Przesłanki nowej polityki kulturalnej, 1989
- Amen. Esej halucynacyjno-psychoanalityczny, 1989
- Samopoczucie kulturalne Polaków, 1990
- Radość i grzech, 1995
- Salon, czyli jak mówić o sobie, 1996
- Wstęp do teatrologii, 1996
- Inteligencja bez maski. Paradoksy inteligenckiej mentalności, 1997
- Świat jako niespełnienie albo Samobójstwo Don Juana, 2000
- Uciekinier, czyli Kara boża. Opowieść metafizyczna, 2002